# Акуавива д'Изерния
Акуавѝва д'Изѐрния (на италиански: Acquaviva d'Isernia) е село и община в Централна Италия, провинция Изерния, регион Молизе. Разположено е на 730 m надморска височина. Населението на общината е 455 души (към 2010 г.).